# Thorictus
Thorictus è un genere di insetti coleotteri della famiglia Dermestidae. Il nome scientifico del genere fu pubblicato nel 1834 da Ernst Friedrich Germar.
Questo genere contava circa 160 specie nel 2011, distribuite in Eurasia e Africa. Sono piccoli coleotteri, lunghi meno di 3 mm.
Tutte le specie di questo genere sono mirmecofile e vivono nei nidi delle formiche. Mostrano due diversi stili di vita. Alcune specie sono "specialiste" che usano una particolare specie di formiche come ospite, e quelle specie vivono attaccandosi a una parte del corpo dell'ospite.
Tutte le specie vivono principalmente di detriti, i resti del cibo delle formiche e di formiche morte. I coleotteri potrebbero utilizzare una qualche forma di mimetismo chimico per integrarsi in un formicaio.
In Italia ne sono reperibili tre specie: il Thorictus grandicollis, a geonemia abbastanza estesa, il Thorictus laticollis, limitato alla Campania, alla Basilicata e alle grandi isole, e il Thorictus mauritanicus, confinato in Sicilia e in Sardegna.